# Samuel Hill
Samuel Hill (Parkerville, 21 luglio 1985) è un mountain biker australiano. Specialista del downhill, è stato campione del mondo Juniors nel 2002 e nel 2003, ed Elite nel 2006, nel 2007 e nel 2010. Dal 2018, lasciato il downhill, è attivo nell'enduro.

## Palmarès
- 2002

Campionati del mondo, Downhill juniores
- 2003

Campionati del mondo, Downhill juniores
Campionati oceaniani, Downhill
Campionati australiani, Downhill
- 2004

Campionati australiani, Downhill
- 2005

3ª prova Coppa del mondo, Downhill (Schladming)
7ª prova Coppa del mondo, Downhill (Pila)
- 2006

Campionati oceaniani, Downhill
2ª prova Coppa del mondo, Downhill (Fort William)
Campionati del mondo, Downhill
6ª prova Coppa del mondo, Downhill (Schladming)
- 2007

Campionati oceaniani, Downhill
3ª prova Coppa del mondo, Downhill (Mont-Sainte-Anne)
4ª prova Coppa del mondo, Downhill (Schladming)
Campionati del mondo, Downhill
5ª prova Coppa del mondo, Downhill (Maribor)
Classifica finale Coppa del mondo, Downhill
- 2008

1ª prova Coppa del mondo, Downhill (Maribor)
5ª prova Coppa del mondo, Downhill (Bromont)
- 2009

6ª prova Coppa del mondo, Downhill (Mont-Sainte-Anne)
8ª prova Coppa del mondo, Downhill (Schladming)
Classifica finale Coppa del mondo, Downhill
- 2010

Campionati del mondo, Downhill (Mont-Sainte-Anne)
- 2014

5ª prova Coppa del mondo, Downhill (Mont-Sainte-Anne)
7ª prova Coppa del mondo, Downhill (Méribel)
- 2018

La Thuile Enduro World Series, Enduro
- 2023

Campionati oceaniani, Downhill

## Piazzamenti

### Competizioni mondiali
- Campionati del mondo[1]

Vail 2001 - Downhill Juniores: 3º
Kaprun 2002 - Downhill Juniores: vincitore
Lugano 2003 - Downhill Juniores: vincitore
Les Gets 2004 - Downhill Elite: 3º
Livigno 2005 - Downhill Elite: 2
Rotorua 2006 - Downhill Elite: vincitore
Fort William 2007 - Downhill Elite: vincitore
Val di Sole 2008 - Downhill Elite: 3º
Canberra 2009 - Downhill Elite: 5º
Mont-Sainte-Anne 2010 - Downhill Elite: vincitore
Champéry 2011 - Downhill Elite: 8º
Leogang 2012 - Downhill Elite: 5º
Pietermaritzburg 2013 - Downhill Elite: 68º
Lillehammer-Hafjell 2014 - Downhill Elite: 26º
Vallnord 2015 - Downhill Elite: 45º
Cairns 2017 - Downhill Elite: 6º
- Coppa del mondo

2002 - Downhill: 21º
2003 - Downhill: 10º
2004 - Downhill: 7º
2005 - Downhill: 2º
2006 - Downhill: 2º
2007 - Downhill: vincitore
2008 - Downhill: 2º
2009 - Downhill: vincitore
2010 - Downhill: 38º
2011 - Downhill: 27º
2012 - Downhill: 5º
2013 - Downhill: 8º
2014 - Downhill: 4º
2015 - Downhill: 75º
2016 - Downhill: 45º